# Von der Goltz
von der Goltz är en talrik, i Preussen och Nederländerna bosatt, dels grevlig, dels friherrlig ätt, av vars  medlemmar många beklädde viktiga poster i den preussiska förvaltningen.

## Kända medlemmar
- August Friedrich Ferdinand von der Goltz (1765–1832), preussisk statsman
- Colmar von der Goltz (1843–1916), preussisk generalfältmarskalk och militärhistoriker
- Hermann von der Goltz (1835–1906), protestantisk teolog
- Karl Friedrich von der Goltz (1815–1901), preussisk kavallerigeneral
- Robert Heinrich Ludwig von der Goltz (1817–1869), preussisk diplomat
- Rüdiger von der Goltz (1865-1946), tysk general
- Theodor von der Goltz (1836–1905), tysk agronom